# Тор-Сан-Мікеле
41°44′33″ пн. ш. 12°15′08″ сх. д. / 41.742486° пн. ш. 12.252218° сх. д.
Тор Сан-Мікеле (італ. Tor San Michele), також відомий як форт Сан-Мікеле (італ. Forte San Michele) — прибережна сторожова вежа в Остії, фракції муніципалітету Риму (Італія), що височіє біля гирла Тибру.
Побудована у XVI столітті, щоб виправити відхилення річки після катастрофічної повені, вона спочатку використовувалася як митниця, оглядова та оборонна станція, потім як маяк бази гідролітаків Остії, доки вона не припинила використовуватися після закінчення Другої світової війни.

## Історія
Після катастрофічної повені, яка сталася 15 вересня 1557 року, русло Тибру радикально змінилося біля Остії Антика, що призвело до виходу з ужитку замку Юлія II, який до того часу використовувався як резиденція папської митниці. Побоюючись вторгнення з моря, Папа Пій IV наказав переглянути систему берегової оборони, доручивши це завдання архітектору Франческо Лапареллі; який укріпив середньовічну вежу Тор-Боаччіана, яка стала тимчасовим місцем розташування митних установ, сприяв утриманню фортеці та запланував будівництво вежі біля гирла річки.
Проєкт було доручено Мікеланджело (навіть якщо не всі дослідники згодні з цим приписуванням); роботи зі зведення вежі почалися в 1559 році і були завершені в 1568 році під наглядом Нанні ді Баччіо Біджіо, який прийняв цю посаду після смерті свого господаря в 1564 році. Для будівництва вежі використовували цеглу, травертин і будівельний розчин. Після завершення робіт Папа Пій V освятив його на честь Святого Архангела Михаїла. Згідно з документами, що збереглися в Державному архіві Риму, у 1592 році вежа була оснащена половиною кулеврина, двома фальконетами, п'ятьма вертлюжними гарматами, а також забезпечена порохом, залізними і свинцевими ядрами.
У серпні 1589 року вежі довелося зіткнутися з прибуттям сарацинських суден, які, тим не менш, змогли продовжити шлях через поганий стан розміщеної там артилерії.
У XIX столітті вежу відвідав теолог та історик Альберто Гульєльмотті (італ. Alberto Guglielmotti), який надав її детальний опис до змін, внесених у наступні роки, у своїй праці «Історія папського флоту» (італ. Storia della marina pontificia).
Неясно, коли вежу почали використовувати як маяк; однак він мав цю функцію на базі гідролітаків «Карло дель Прете», відкритій у 1928 році. Тим не менш, будівництво останнього передбачало руйнування оригінальних шляхів, які з'єднували вежу з солеварнями та іншими укріпленнями в цьому районі.
Вежа зазнала деяких змін у 1930 році, коли були відкриті вікна на зовнішніх стінах, не передбачені початковим проєктом. У зв'язку з цими змінами, а також через географічне положення та склад ґрунту, стало необхідно провести роботи з укріплення, а також виникли деякі структурні збої. Вежа використовувалася під час Другої світової війни, спочатку німецько-італійськими військами, а потім союзними, знову з функцією маяка та оглядової вежі.
Після війни вежу покинули й остаточно передали Управлінню екологічної та архітектурної спадщини Риму в 1994 році; вона вважається «державним майном, що становить важливий інтерес». Вежа закрита для відвідування; 28 травня 2017 року деякі місцеві асоціації провели екстраординарний захід із екскурсіями та ілюстраціями про історію будівлі.

## Опис

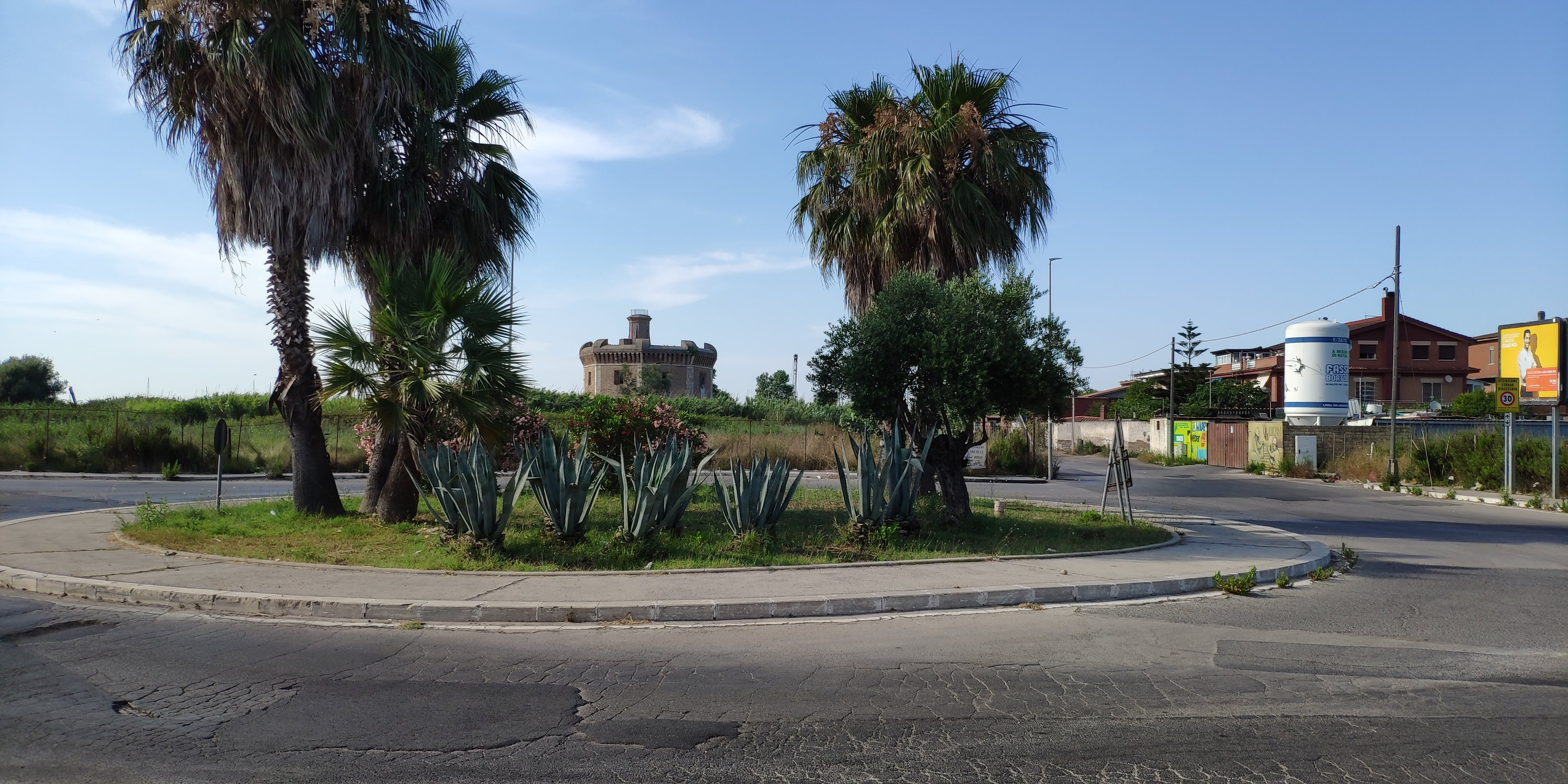
Вежа з вулиці Віа дель Ідроскало (Via dell'Idroscalo)

Розташована на Віа дельї Атлантічі (італ. Via degli Atlantici), приблизно за сто метрів від річки та приблизно за два кілометри від моря, вежа спочатку була запроєктована на відстань 50 метрів від берегової лінії.
Це усічена піраміда з восьмикутною основою, 18 метрів заввишки та з периметром 96 метрів; це досить специфічні характеристики для прибережної вежі, оскільки вони зазвичай мали круглу або чотирикутну форму (наприклад, вежа Палідоро у Ф'юмічіно) і менші за розміром. Будівля оточена ровом.
Вежа складається з трьох поверхів. Підвал поділений на 8 окремих приміщень, які використовуються як склади для гармат і боєприпасів, а іноді і як тимчасові в'язниці, тоді як дренаж для дощової води проходить у центрі поверху; перший поверх також поділений на 8 кімнат, у яких передбачалося розміщення каштеляна та митників; нарешті, верхній поверх займає плацдарм, що демонструє своєрідну підлогу, яка схиляється до центру вежі, щоб удари катапульт, особливо підпалених, завдавали менше шкоди. У центрі вежі знаходиться каваедіум діаметром 5,6 метрів, на який відкривається вид на внутрішні вікна, які в оригінальному проєкті були єдиним джерелом світла для інтер'єрів. Бетонний маяк, не включений в проєкт Мікеланджело, височіє на вершині в децентралізованому положенні.
Дверний отвір, єдиний дерев'яний елемент, піднятий приблизно на 4 метри від землі, до якого спочатку можна було потрапити тільки через підйомний міст, а потім його замінили стаціонарним мостом, який вже був на місці під час візиту Гульєльмотті в XIX столітті. Над ним напис на мармурі з роком завершення та причинами будівництва, а також сімейний герб Папи Пія V.

## Виноски
1. 1 2 3  Flavia Colonna. Il forte San Michele a Ostia. Una piccola opera di architettura militare nel sistema difensivo costiero pontificio. Quaderni dell'Istituto di storia dell'architettura. 1 (57–59).
2. 1 2 3  Tor San Michele. www.turismoroma.it. Roma Capitale. Процитовано 24 січня 2020.
3. ↑  Tor San Michele, Ostia: apertura al pubblico per un solo giorno. Ostia e Dintorni. 12 травня 2017. Процитовано 24 січня 2020.
4. ↑  Soldatesche e galere. 1592.
5. ↑  Tor Boacciana e Tor San Michele. 2 серпня 2019. Процитовано 24 січня 2020.
6. ↑  Elisa Palchetti (9 травня 2017). Ostia, apre per la prima volta nella storia Tor San Michele. Il Quotidiano del Litorale. Процитовано 24 січня 2020.
7. ↑  Giulio Mancini (15 травня 2017). Ostia moderna e Tor San Michele, Giovanni Mustazzolu: "Ecco come sono nate". Il Quotidiano del Litorale. Процитовано 24 січня 2020.